# Конуи
 Конуи  (англ. и валл. Conwy) — унитарная административная единица (округ) Уэльса со статусом города-графства (англ. county borough).
Унитарная единица образована Актом о местном управлении 1994 г. путём объединения районов Аберконуи и Колуин. 2 апреля 1996 г. первоначальное название «Аберконуи и Колуин» было изменено на «Конуи».
Область расположена в северном Уэльсе и граничит с областями Гуинет на западе и Денбишир на востоке. Конуи находится на территории традиционных графств Денбиширшир и Карнарвоншир. На территории округа находится водохранилище Койдти.
Основным городом является Конуи, кроме которого в состав области входят крупные населённые пункты Лландидно, Лландидно-Джанкшен, Лланруст, Беттус-и-Койд, Колуин-Бей, Абергеле, Пенмайнмаур, Лланвайрвехан, Дегануи.
Конуи — один из немногих средневековых городов Великобритании, где полностью сохранились крепостная стена, окружающая старый город и замок, сооружённый при Эдуарде I. Город-крепость основан в стратегически важном месте — на берегу широкого эстуария реки Конви, чтобы охранять вход с моря.

## Достопримечательности Конуи
Замок Конуи (или Конви; 1282—1287) входил в «железное кольцо» Эдуарда I. В те времена замки служили главным образом для того, чтобы за их стенами можно было укрыться во время осады или атаковать противника. Но если несколько замков расположить кольцом, можно держать в подчинении всю округу или небольшую страну. Об этом свидетельствует история возникновения замков Конви, Бомарис и Карнарвон. Замок Конви окружён каменной стеной с 8 круглыми башнями и бойницами. Внутренний двор разделён на 2 части огромной поперечной стеной. В одной из частей находился зал для приёмов.